# Oficina del Representante Comercial de los Estados Unidos

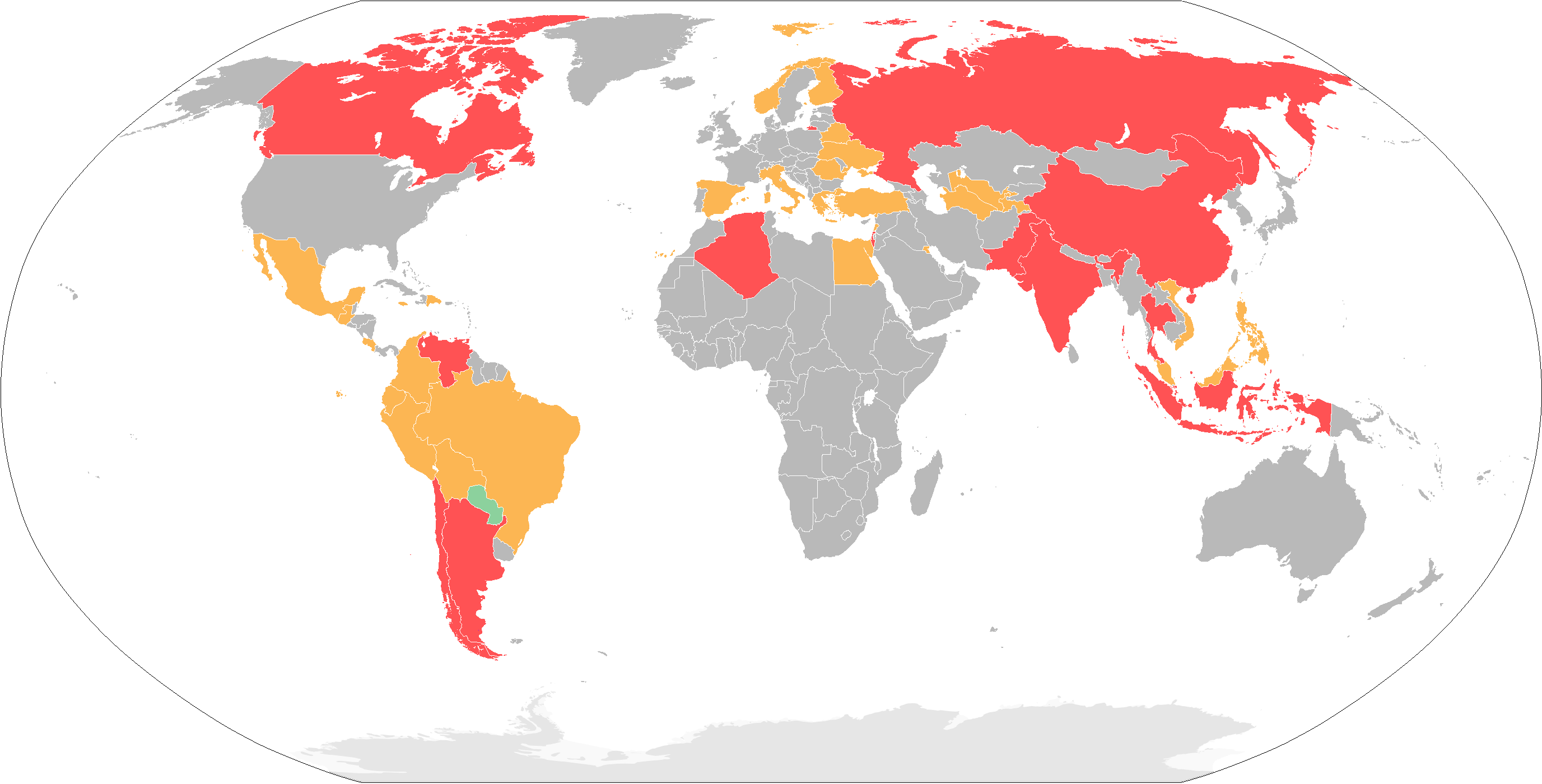
Lista de observación prioritaria
Lista de observación
Monitoreo Sección 306
Pendientes

La Oficina del Representante Comercial de EE. UU. (en inglés: Office of the United States Trade Representative, USTR) es la agencia del gobierno de los Estados Unidos responsable de recomendar y desarrollar una política comercial del país para el Presidente de los Estados Unidos, conduciendo negociaciones comerciales a niveles bilaterales y multilaterales, y en coordinación con el Trade Policy Staff Committee (TPSC) y el Trade Policy Review Group (TPRG). 
Es parte de la Oficina Ejecutiva del Presidente de los Estados Unidos, y tiene oficinas en Ginebra (Suiza) y Bruselas (Bélgica). La actual Representante de Comercio es Katherine Tai.